# Stavsund

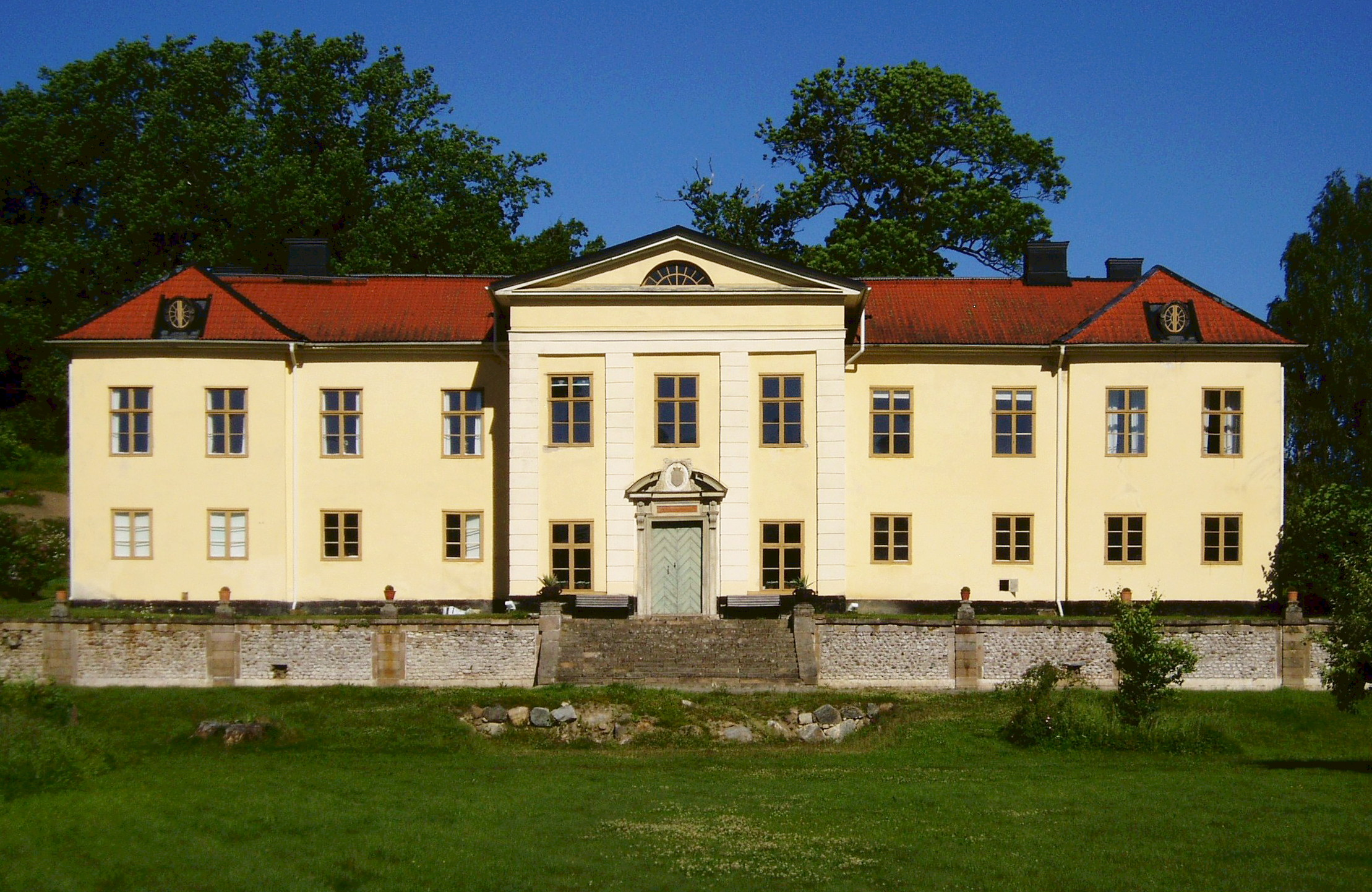
Hauptgebäude, Juni 2012.

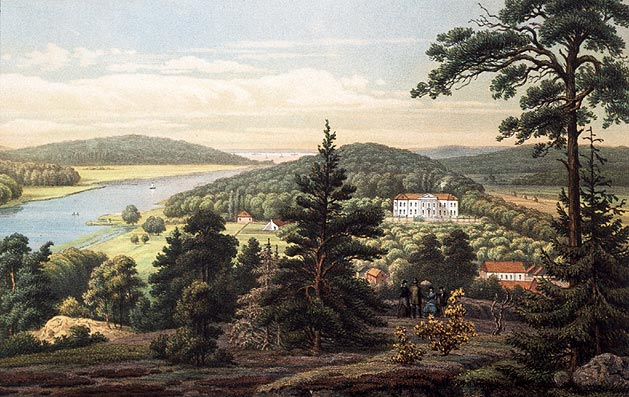
Stavsund 1881, Lithografie von A. Ney.

Stavsund (ältere Schreibweise: Stafsund) ist ein Herrenhof auf der schwedischen Insel Ekerö im See Mälaren. Das Hauptgebäude liegt in der Nähe einer langgestreckten Bucht (Norrviken), welche die kleinere Insel Helgö von Ekerö trennt. Der Name kommt vom ehemaligen Dorf Staf, das in den 1670er Jahren zu den Gebieten gehörte, die in das Anwesen eingegliedert wurden. Zu dieser Zeit gehörte auch das auf der anderen Seite der Bucht gelegene Herrenhaus Kaggeholm zum Gut.

## Geschichte
Das Anwesen wurde unter Feldmarschall Carl Gustav Wrangel (1613–1676) gebildet, der mehrere Ländereien vereinigte. Dieser verkaufte das Gut an den königlichen Ratgeber und Grafen Erik Lindschöld  (1634–1690). Lindschöld, der großes Ansehen bei den Königen Karl XI. und Karl XII. besaß, ließ das bis heute erhaltene Hauptgebäude errichten. Karl XI. besuchte Lindschöld öfter in Stavsund und so trägt der größte Raum des Herrenhauses heute den Namen „Königssaal“.
Der Herrenhof wechselte danach mehrfach seinen Besitzer innerhalb verschiedener schwedischer Adelsfamilien infolge von Heirat, Kauf und Erbschaft. Gegenwärtig gehört das Gut einem Mitglied des Adelsgeschlechts Reuterskiöld.

## Gebäude
Vermutlich wurde das Hauptgebäude von Nicodemus Tessin dem Älteren (1615–1681), einem der bedeutendsten schwedischen Baumeister seiner Zeit, entworfen. Der ursprüngliche spätbarocke Stil war nicht mehr so eindeutig, nachdem das gestufte Walmdach durch ein flaches Satteldach ersetzt wurde. Die Inneneinrichtung stammt überwiegend aus dem 19. Jahrhundert. Auf dem Gelände befinden sich weiterhin zwei kleiner Flügelbauten und eine Windmühle aus den 1720er Jahren.
Längere Zeit befand sich im nördlichen Flügel die sogenannte Klinckowström-Bibliothek mit mehr als 20.000 Bänden. Die meisten Werke sowie einige Porträtgemälde stammten aus der Erbmasse von Fredrik Axel von Fersen, dem Schwiegervater des damaligen Besitzers. Das Hauptgebäude wurde 1865 sowie von 1982 bis 1984 umfassend renoviert. Das Treppenhaus erhielt einen grünen Anstrich, der Kolmårdenmarmor nachahmen soll. Die Treppe im Mittelteil des Gebäudes führt zum 10 m × 10 m großen „Königssaal“ hinauf, der eine Höhe von etwa fünf Metern hat. Dieser Saal wird heute gelegentlich für Konzerte, festliche Bankette oder Versammlungen vermietet.

## Galerie

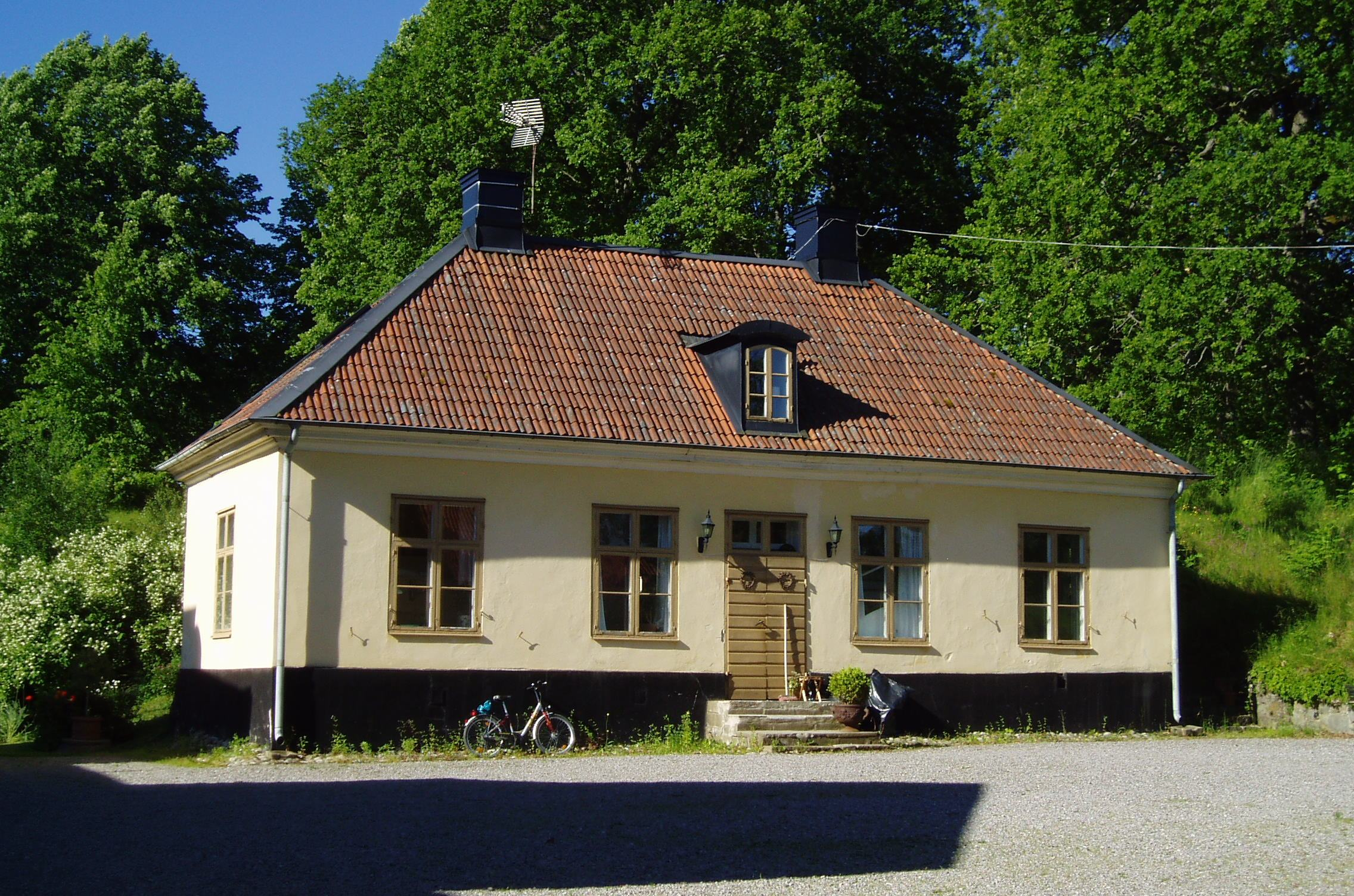
Südlicher Flügelbau.
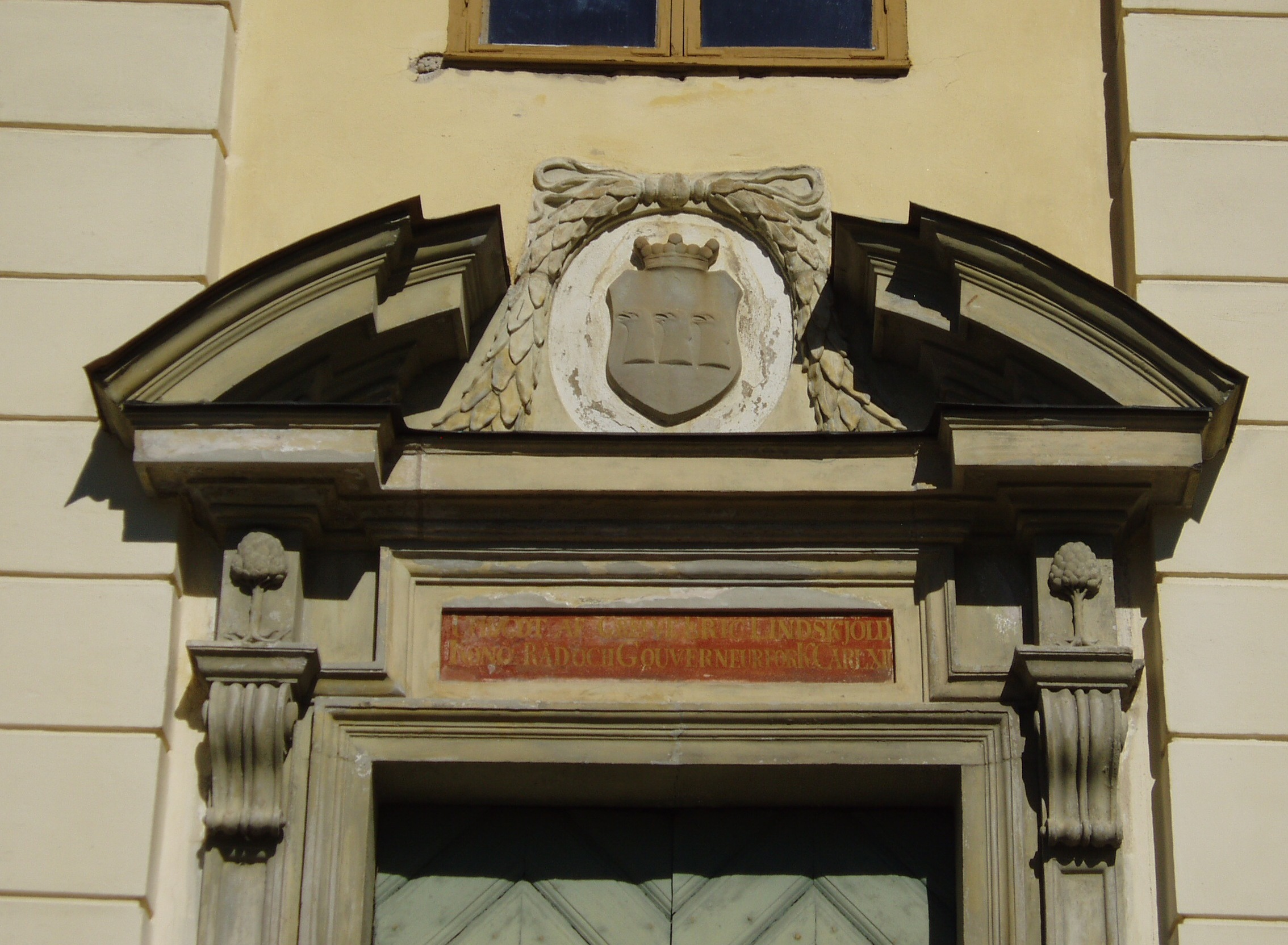
Inschrift über dem Eingang des Hauptgebäudes mit dem Wappen der Familie Klinckowström
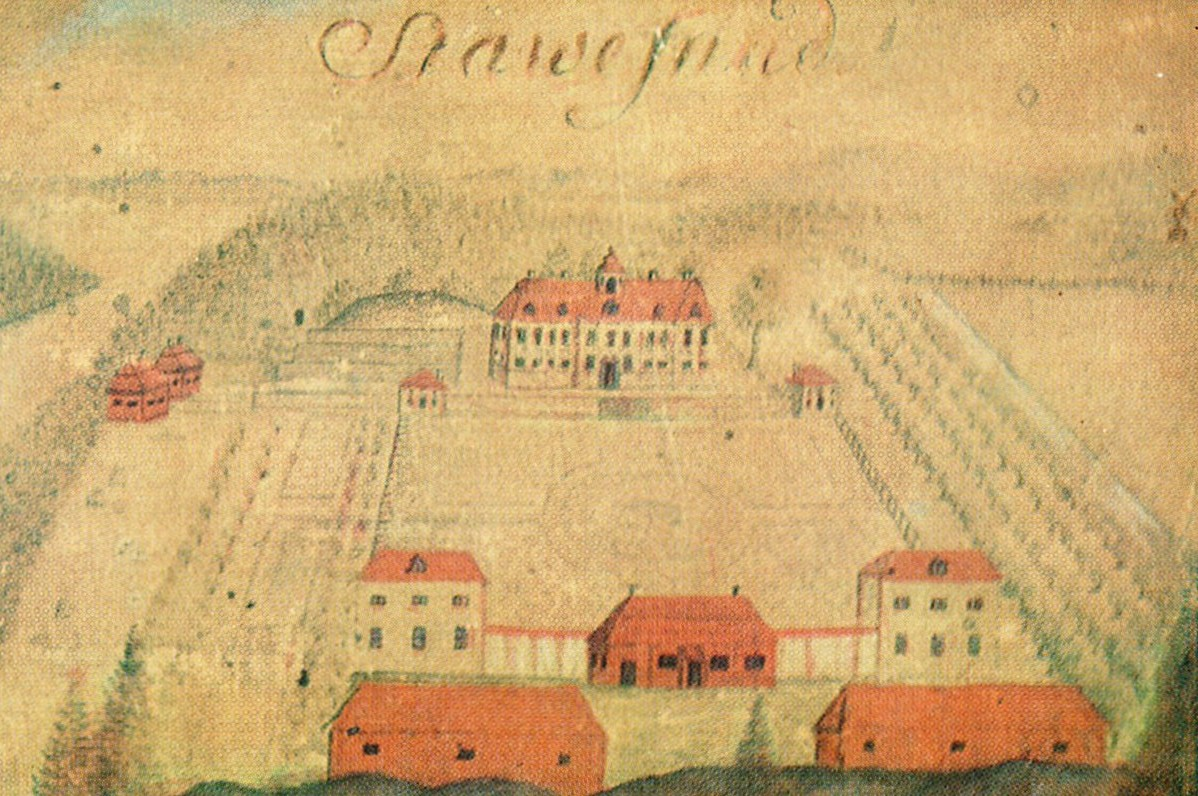
Stavsund auf Carl Gripenhielms Mälaren-Karte, 1689.